# Ператрович, Элизабет
Элизабет Ператрович (англ. Elizabeth Peratrovich), урождённая Элизабет Джейн Уонамейкер (англ. Elizabeth Jean Wanamaker; 4 июля 1911, Питерсберг, Район Аляска, США — 1 декабря 1958, Джуно, Территория Аляска, США) — представительница народа тлинкит, борец за права коренных народов Аляски. Благодаря активной деятельности правозащитницы в 1945 году на территории штата Аляска был принят «Закон о борьбе с дискриминацией» — первый антидискриминационный закон в США.

## Биография

### Ранняя жизнь и образование
Родилась в Питерсберге на острове Митькова в архипелаге Александра 4 июля 1911 года. По линии матери была членом тлинкитского клана Лукаш-ади в роду Воронов. Удочерившие её Эндрю и Мэри Уонамейкеры тоже были тлинкитами. Эндрю служил проповедником в пресвитерианской церкви. Детство Элизабет Джейн прошло с приёмными родителями в Питерсберге и Кетчикане. Обучалась в частном колледже Шелдона Джексона в Ситке и Западном образовательном колледже в Беллингэме, штат Вашингтон (ныне колледж входит в состав Западного Вашингтонского университета).

### Брак, семья и последние годы
15 декабря 1931 года Элизабет вышла замуж за тлинкита Роя Ператровича (1908—1989), работавшего на консервном заводе в штате Вашингтон. Они жили в городке Клоок.
В браке родились трое детей — два сына, Рой-младший и Фрэнк-Аллэн, и дочь Лоретта-Мария. Стремясь к большим возможностям для себя и детей, они переехали в Джуно, где столкнулись с социальной и расовой дискриминацией в отношении коренных жителей. Элизабет, как глава пресвитерианского «Сестричества коренных жительниц Аляски», начала борьбу за права аборигенов, итогом которой стал принятый на территории Аляска в 1945 году антидискриминационный закон.
Позднее Ператровичи переехали в Антигониш, провинция Новая Шотландия в Канаде, где Рой защитил диплом экономиста в университете Святого Франциска Ксаверия. Оттуда они переехали в Денвер, штат Колорадо, где Рой обучался в Денверском университете. В 1950-х годах семья переехала в штат Оклахома, а затем вернулась на Аляску.
Элизабет Ператрович умерла от рака 1 декабря 1958 года. Похоронена на кладбище Эвергрин в Джуно.

## Закон о борьбе с дискриминацией
В 1941 году, живя в городе Джуно, семья Ператровичей столкнулась с расовой дискриминацией. Из-за принадлежности к коренным жителям Аляски им было отказано в аренде достойного жилья, детям было отказано в хорошем образовании, был ограничен доступ в общественные места, такие как рестораны и кинотеатры. Ператровичи обратились к территориальному губернатору, Эрнесту Гринингу о принятии закона о запрете в общественных местах на Аляске вывески с надписью «Животным и индейцам вход запрещён». В 1943 году законопроект против дискриминации в отношении коренных народов Аляски был принят территориальной Палатой представителей: 19 членов проголосовали «за», 5 — «против».
В 1945 году в территориальном Сенате по поводу закона состоялась дискуссия. Особенно резко высказался сенатор Аллен Шаттак, который сказал: «Расы должны держаться подальше друг от друга. Кто эти люди, недавно вышедшие из дикости, желающие ассоциировать себя с нами, с белыми, позади которых пятитысячелетняя письменная цивилизация?» Выступая последней, Элизабет ответила ему: «Я не думала что мне, недавно вышедшей из дикости, придётся напоминать джентльменам, позади которых пятитысячелетняя письменная цивилизация, о нашем Билле о правах». Её страстная речь возымела действие: 11 членов проголосовали «за», 5 — «против». Законопроект был подписан губернатором.

## Наследие и почитание
6 февраля 1988 года Законодательный орган Аляски объявил 16 февраля — день, в который в 1945 году был подписан «Закон о борьбе с дискриминацией» – «Днём Элизабет Ператрович».